# Jorge Olmedo
Jorge Héctor Olmedo Méndez (Buenos Aires, 2 de septiembre de 1944 - Buenos Aires, 3 de julio de 2009) fue un futbolista argentino que jugaba como delantero, desarrollo casi toda su carrera en el fútbol profesional colombiano.

## Clubes
| Club               | País      | Año         |
| ------------------ | --------- | ----------- |
| San Telmo          | Argentina | 1964 - 1965 |
| Chacaritas Juniors | Argentina | 1966 - 1967 |
| Huracán            | Argentina | 1968 - 1969 |
| Deportivo Cali     | Colombia  | 1970 - 1973 |
| Real Betis         | España    | 1973 - 1974 |
| Jalisco            | México    | 1974 - 1975 |
| Deportes Quindío   | Colombia  | 1975        |
| Nacional           | Colombia  | 1976 - 1980 |
| América            | Colombia  | 1977 - 1978 |
| Junior             | Colombia  | 1978 - 1979 |
| Medellín           | Colombia  | 1980 - 1981 |

## Palmarés

### Campeonatos nacionales
| Título           | Club           | País     | Año  |
| ---------------- | -------------- | -------- | ---- |
| Primera División | Deportivo Cali | Colombia | 1970 |
| Primera División | Nacional       | Colombia | 1976 |
| Copa Colombia    | Medellín       | Colombia | 1981 |